# تاريخ السلالة

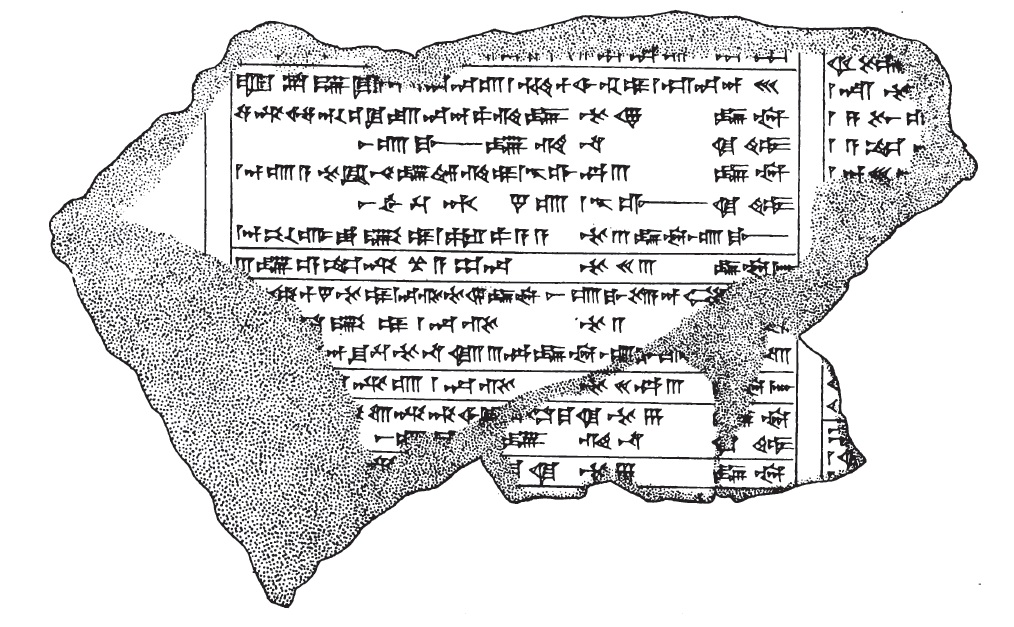
فن خط LW King لجزء (K. 8532) من Dynastic Chronicle.

تاريخ الاسرة، "18"في سجلات  جرايسون لااشوريه والبابليه أو السجلات الملكية البابليه في سجلات جلاسنر لبلاد ما بين النهرين، انها نص جزئي قديم لبلاد الرافدين موجود في اربع نسخ معروفه على الاقل. (توضيح مطلوب في أي لغه) انها بالحقيقة نص ثنائي اللغة مكتوب في ست اعمده، يمثل استمراراً لقائمة الملك السومري حتى القرن الثامن قبل الميلاد وهو مصدر مهم لاعادة بناء الرواية التاريخية لفترات مؤكدة حفظت بشكل ضعيف في مكان اخر.

## النص
بالاستدلال من القطعة الموجوده. يظهر ان العمل بدأ بقائمة من تسع ملوك ما بعد الطوفان من خمس مدن، يشبه كثيرا القائمة التي اعتبرها الملك السومري متغييره (ثوركد جاكسون) أو رواية عن طوفان «قبل المتابعة مع السلالات البابلية التاليه», بسبب ضعف حفظ النصوص هناك فراغات عظيمه (لاكونس/ثغرات), الراوي يستمر مع الملك ما بعد الكاسيتي سيمبار سيباك 1025-1008ق.م، الملك الاخير الذي يمكن تمييزه هو ايريبا مردوك 769-761ق.م بالرغم من انها بالتأكيد استمرت، من المحتمل انه حتى (نابو سوما اسكون) 761-748 ق.م قاده وليام هالو ليقترح ان تكون تأليف في عصر نبوخذ نصر ريجين 747-732 ق.م. يستقر النص على ان آخر مكان استراحة للملوك (مكان الدفن), قاد البعض ليقترح انه شرعية الحكم جددت مكان الدفن.

### إعادة الإعمار
التجميع التالي يجب اعتباره اولي، بسبب انه هناك جزئيات صغيره تستمر لتصبح معرفه، من المحتمل انها جائت من نفس الجدول بالرغم انها بالحقيقة لا اصل لها.
| Copy | Museum Reference                                               | Find Spot |
| ---- | -------------------------------------------------------------- | --------- |
| 1A   | K. 11261 + K. 11624 + K. 12054                                 | Nineveh   |
| 1B   | K. 8532 + K. 8533 + K. 8534 + K. 16801 + K. 16930 + ? K. 19528 | Nineveh   |
| 1C   | 81-7-27, 117                                                   | Nineveh   |
| 2    | 79-7-8, 333 and 339 (unpublished duplicate)                    | Nineveh   |
| 3    | BM 35572=Sp. III, 80                                           | Babylon   |
| 4    | BM 40565=80-11-12, 1088                                        | Babylon   |